# Яир
Яир Отон Пара (на испански: Yahir Othón Parra) е роден на 21 март 1979 година в Ермосильо, Сонора. Той е известен мексикански певец и актьор.

## Биография
Яир започва кариерата си, с участие в музикалното риалити La Academia през 2002 година.
След успеха си в програмата, започва телевизионна кариера. Подписва договор с мексиканската компания TV Azteca. Там снима първата си теленовела Enamórate ('Влюби се') през 2003 година, заедно с Марта Хигареда и някои приятели от La Academia като Хосе Антонио де ла О и Марта Инес Гера. След Влюби се Яир участва в Soñarás ('Мечтай'), заедно с Ванеса Акоста, която по-късно е заменена със Сандра Ечеверия.
Яир има и син на име Тристан Яир Отон Фиеро, който живее с майка си Жаклин Фиеро, бивше гадже на Яир от тийнейджърските години.
През 2003 Яир издава първият си диск наречен „Yahir“ ('Яир'). Първата песен от албума – „Alucinado“ („Изумен“), още с пускането си в радио ефира печели фенове в цялата страна. По-късно диска става златен, а малко по-късно същата година – платинен.
С диска „Otra historia de amor“ ('Още една история за любов') излиза и песента „La Locura“ ('Лудост'), която получава същият успех както и „Alucinado“ („Изумен“). „La Locura“ става основна песен в сериала „Soñarás“ ('Мечтай') на TV Azteca, в който Яир участва.
През 2006 година Яир издава нов диск – „Con el alma entre las manos“ ('Душа в ръцете ти'), а най-голям хит, който става златен е песента „Maldito Amor“ ('Проклета любов').
През 2007 Яир издава нов диск – „Recuerdos“ ('Спомени'). Песента „Márcame la piel“('Бележи кожата ми'), става титулна за сериала „Bellezas indomables“ ('Неопитомени красавици'), в който Яир има главна роля. Сериалът „Bellezas indomables“ е излъчван в България. През същата година Яир започва турне в Мексико, САЩ, Латинска Америка и Испания.
През 2009 Яир пуска нов диск – „Elemental“ ('Елементарен'). За първи път в негова работа преобладават баладите.
През 2012 Яир издава нов диск – „Sexto“ ('Шести'), в който най-големи хитове стават баладите „Si tu te vas“ ('Ако ти си тръгнеш') и „Perdoname“ ('Прости ми'). Албумът е издаден с помощта на Камило Сесто
Същата година Яир приема да бъде един от съдиите в конкурса La Academia, в който преди 10 години участва. Други съдии са Хулио Пресиадо, Марта Санчес, Крус Мартинес и победителката в първия сезон Мириам Монтемайор.

## Дискография

### Студийни албуми
- Yahir (2003)
- Otra Historia De Amor (2004)
- No Te Apartes De Mi (2005)
- Con El Alma Entre Las Manos (2006)
- Recuerdos (2007)
- Elemental (2009)
- Quiéreme Elemental Re-edición (2010)
- Sexto (2012)

## Филмография

### Теленовели
| Година | Теленовела                | Персонаж       |
| ------ | ------------------------- | -------------- |
| 2003   | Enamórate                 | Яир Хименес    |
| 2004   | Soñarás                   | Рей            |
| 2007   | La vida es una canción    | Педро          |
| 2007   | Неопитомени красавици     | Мануел Виласон |
| 2010   | Quiéreme                  | Гилермо        |
| 2017   | Съпругът ми има семейство | Хави Галан     |